# Aleksjada
Aleksjada − dzieło historyczne obejmujące wydarzenia poprzedzające dojście do władzy i panowania cesarza Aleksego I Komnena (1081-1118), stanowiąca również cenne źródło do dziejów pierwszej wyprawy krzyżowej. Jest to jeden z ważniejszych zabytków historiografii.
Napisana klasyczną greką przez córkę cesarza – Annę Komnenę. Obejmuje lata 1069–1118 i stanowi kontynuację dzieła historycznego jej męża – Nicefora Bryenniosa.
Pomimo błędów w chronologii i braku obiektywności wynikającej z fascynacji autorki ojcem, Aleksjada jest ważnym źródłem historii Cesarstwa Bizantyjskiego. Pozwala również poznać przebieg i znaczenie I wyprawy krzyżowej z bizantyjskiego punktu widzenia. Miała niewątpliwy wpływ na pozytywną ocenę postaci Aleksego I przez historyków, jako odtwórcy potęgi cesarstwa.
Równocześnie, jako dzieło literackie, „Aleksjada” jest ważnym dokumentem epoki. Napisana klasyczną (antyczną) greką, niewolną od błędów, jest bogata w nawiązania do literatury antycznej stanowiące dowód erudycji jej autorki.

## Treść

### Księga I

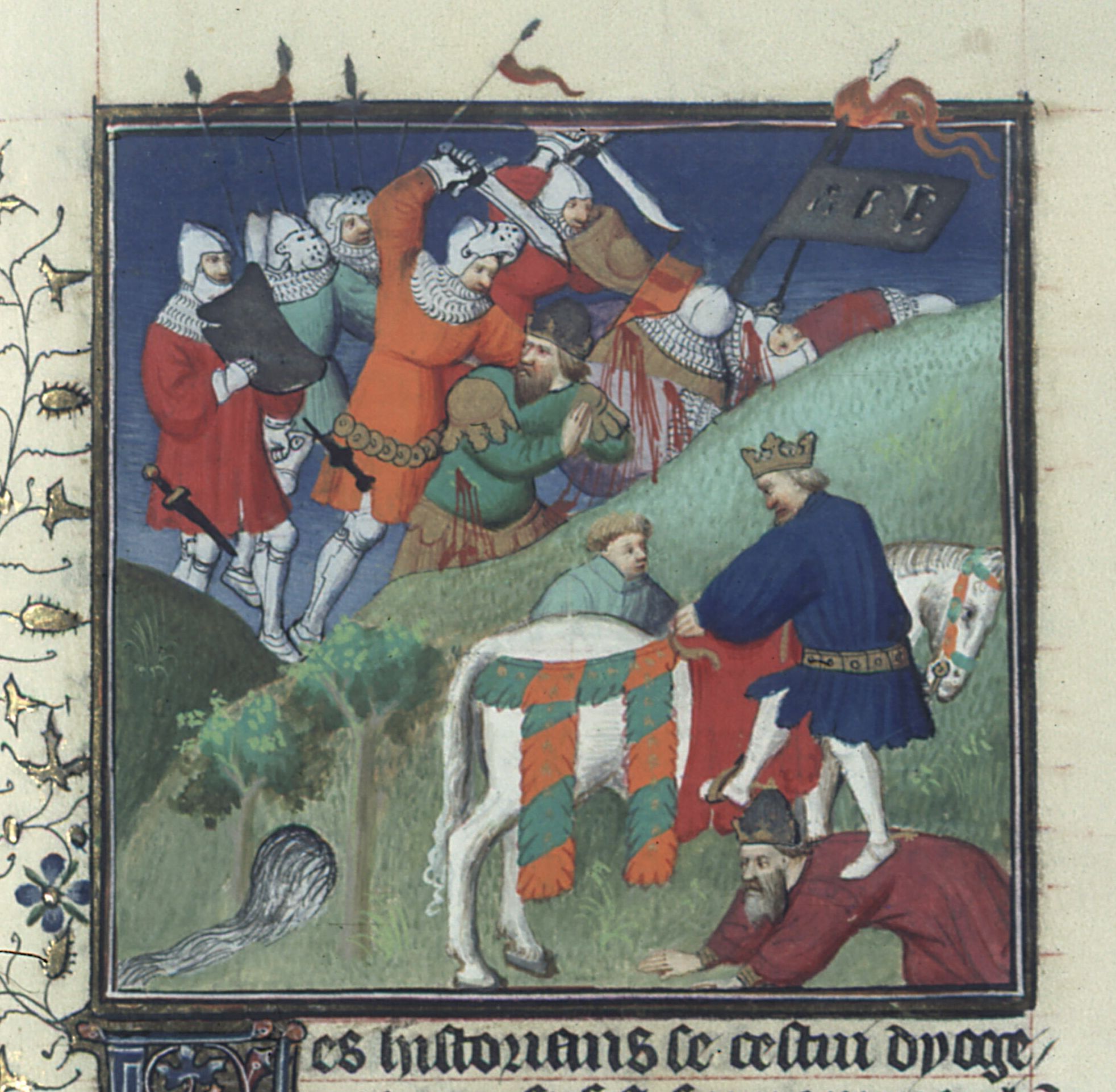
Bitwa pod Manzikertem (1071) na miniaturze z XV w.

Anna rozpoczyna swoją relację od napomknienia, że ojciec jej został odesłany do domu przez cesarza Romana Diogenesa i dlatego nie wziął udziału w bitwie pod Manzikertem (1071), choć bardzo tego pragnął, uznając, że w wieku lat czternastu jest już sposobny do wojaczki. W dwa lata później cesarz Michał VII Dukas mianował go naczelnym wodzem (strategos autokrator) do rozprawy z pustoszącym wschodnie rubieże Cesarstwa Urselem (Rousselem de Bailleul). Aleksy pokonał go w szeregu starć, a zbiegłego do emira Tutacha wroga odzyskał w zamian za obietnicę zapłaty okupu. Nie mając pieniędzy na okup zwrócił się o nie do mieszkańców Amazji. Ci jednak bardziej byli skłonni uwolnić Ursela. Wtedy uciekł się do podstępu udał, że pozbawił buntownika oczu, czym skłonił mieszkańców Amazji do zarzucenia projektu uwolnienia Ursela i zebrania pieniędzy na okup.
W 1078 roku, po objęciu władzy przez Nicefora III Botaniatę, Aleksy, mianowany domestykiem scholon, został wysłany przez cesarza na zachód przeciw zbuntowanemu duksowi Dyrrachion, Niceforowi Bryenniosowi. Ponieważ dysponował znacznie mniejszą liczebnie armią, podzielił ją na dwie części, jednej części nakazał ukryć się w wąwozach, a z drugą czekał na nadejście uzurpatora. Gdy ten nadszedł i związał się z głównymi siłami Aleksego, od tyłu uderzyła na niego ukryta dotąd część armii cesarskiej. Pomimo sprytnego manewru taktycznego armia Aleksego nie wytrzymała przewagi liczebnej przeciwnika i poszła w rozsypkę. Aleksemu udało się jednak przejąć paradnego konia Nicefora wraz z insygniami jego władzy i rozgłaszając, że Nicefor zginął zdołał zebrać swoje wojsko i natchnąć go nowym duchem do walki. W drugim starciu wojskom cesarskim wspartym przez Turków udało się wziąć Nicefora do niewoli i tym samym zażegnać bunt.
Po pokonaniu Bryenniosa wyruszył ponownie do Macedonii przeciw kolejnemu buntownikowi Basilakowi. Użył wówczas następującego fortelu: rozbił obóz w zakolu Wardaru, a sam z wojskiem ukrył się obok. Kiedy Basilak, zwabiony światłami obozowymi, uderzył nocą na obóz i zaczął go łupić, Aleksy zaatakował i do rana nękał wroga, który o świcie w nieładzie rzucił się do ucieczki i oparł się aż w Tesalonice. Aleksy podszedł pod mury miasta i zagroził mieszkańcom długotrwałym oblężeniem, tak że ostatecznie wydali Basilaka.
W dalszej części I księgi Anna opowiada o przyszłym przeciwniku jej ojca Robercie Guiscardzie, o tym jak z pięćdziesięcioma rycerzami przybył do Italii; jak dzięki morderstwu, zawładnął ziemiami swego teścia Maskabeli; jak wreszcie, dzięki zjawieniu się w Italii mnicha, który podawał się za zdetronizowanego cesarza Michała Dukasa, rozpoczął przygotowania do wyprawy na Bizancjum z zamiarem opanowania Konstantynopola.

### Księga II
Tymczasem Komneni: Aleksy i Izaak, znaleźli się w trudnym położeniu z powodu intryg knutych przez faworytów cesarskich, Bułgarów Borila i Germana. Postarali się o poparcie cesarzowej. Izaak poślubił stryjeczną siostrę cesarzowej, nakłonił też cesarzową, by usynowiła Aleksego. Kiedy cesarz wyznaczył na swego następcę Teodora Synadena, Komneni zobowiązali się wspierać cesarzową w zabiegach o wyniesienie na tron jej małoletniego syna z pierwszego małżeństwa. Boril i German spostrzegli, że Komneni zyskali poparcie cesarzowej, a nawet przychylność cesarza, którego wsparli po utracie przez Cesarstwo Cyzyku, postanowili zatem urządzić na braci zasadzkę i wykłuć im oczy. Zorientowawszy się w niebezpieczeństwie Komneni zaczęli przychodzić do pałacu pojedynczo.
Tymczasem Boril i German przygotowali zamach na braci. Kiedy im o tym doniesiono, Aleksy i Izaak postanowili opuścić Konstantynopol i udać się do Tzurlu w Tracji, gdzie zbierało się wojsko. Aleksemu udało się pozyskać dla ich zamiarów dwóch dowódców cesarskich Pakurina i Ubertopula. Zabezpieczywszy los kobiet, które ukryły się w kościele świętego Mikołaja, wymknęli się z miasta. Po drodze skaptowali Georga Paleologa, wysłali też posłańca do cezara Jana Dukasa, przebywającego w swej posiadłości w Morowund. Ten zwerbowawszy oddziały tureckie i przejąwszy pieniądze cesarskie połączył się z nimi. W obozie debatowano, który z braci miałby zostać cesarzem. Ostatecznie dzięki popularności wśród żołnierzy i poparciu Dukasów, których siostra była żoną Aleksego, właśnie jego obwołano cesarzem.
Buntownicy wyruszyli pod Konstantynopol. Pod murami miasta spotkało ich poselstwo Nicefora Melisena, który zbuntował się przed dwoma laty i obwołał się cesarzem na wschodzie, a teraz proponował Aleksemu podział cesarstwa. Sekretarz Aleksego, Georg Mangan, zwlekał z odpowiedzią. Aleksy tymczasem szukał sposobu na sforsowanie murów stolicy. Udało mu się przekupić dowódcę oddziałów niemieckich i dzięki ich pomocy wejść do miasta w Wielki Czwartek, 1 kwietnia 1081 roku. Melisenowi, z którym był spokrewniony, zaproponował Aleksy godność cezara i władzę nad Tesaloniką. Zbieranina oddziałów, na czele których Komneni weszli do stolicy całkowicie się rozprzęgła i zajęła się rabunkiem. Cesarz Botaniata, mógł więc jeszcze pokonać buntowników, ale zgasł w nim już całkowicie duch oporu. Próbował porozumieć się z Melisenem. Georg Paleolog opanował jednak port i uniemożliwił wypłynięcie posła. Po zajęciu przez Aleksego Wielkiego Pałacu Botaniata zaproponował mu godność współcesarza, Jan Dukas przekazał jednak posłowi żądanie całkowitej abdykacji. Boril i German proponowali cesarzowi zaatakowanie Aleksego, ten jednak posłuchał rady patriarchy Kosmy I i w kościele Hagia Sophia uroczyście zrzekł się władzy.

### Księga III
Po abdykacji Botaniata został przewieziony do klasztoru Periblepta, gdzie przypilnowano, by przywdział habit mnicha. Kilka dni później patriarcha koronował Aleksego. Ponieważ jego żona Irena nie została ukoronowana z nim, Dukasi zaniepokojeni o to, by Aleksy nie oddalił jej i nie poślubił cesarzowej Marii, doprowadzili do jej koronacji w kilka dni później w zamian za ustąpienie patriarchy Kosmy. Jego miejsce zajął ulubieniec matki Aleksego, Anny Dalasseny, Eustrat Garida. Aleksy na prośbę cesarzowej Marii wyniósł do godności współcesarza jej syna Konstantyna. Po tym akcie cesarzowa oddaliła się do klasztoru. Swego brata Izaaka, Aleksy wyniósł do godności drugiej osoby w cesarstwie tworząc godność sebastokratora. Czując wyrzuty sumienia związane z rozbojami, które miały miejsce w stolicy, jeszcze w kwietniu Aleksy poddał się publicznemu osądowi przed patriarchą i wraz z całym dworem przyjął czterdziestodniową pokutę. W sierpniu wobec najazdu Guiscarda, uroczystą bullą, rządy w państwie przekazał swej matce Annie Dalassenie.
Sytuacja cesarstwa była bardzo trudna. Od wschodu pod sam Konstantynopol podchodzili Turcy, na zachodzie gotował się do najazdu Robert Guiscard. Wojska zaciężne groziły buntem. W tej sytuacji Aleksy zwrócił się do namiestników cesarskich, by przybyli z nowozaciężnym żołnierzem, pozostawiwszy część garnizonu na miejscu. Żołnierzy tych powsadzał na łodzie i rozkazał im nocami nękać Turków na wybrzeżu, aby tak zdobyli doświadczenie w walce, gdy Turcy wycofali się w głąb kontynentu, obsadził nimi nadmorskie miasta i nakazał kontynuować wypady na Turków. Odzyskał w ten sposób Bitynię i Nikomedię. Po czym zawarł pokój z sułtanem Rumu, Sulejmanem, groziła mu już bowiem wojna na zachodzie. Już wcześniej wysłał Georga Paleologa, by zastąpił w Dyrrachion dotychczasowego, niepewnego duksa, Monomachata. Polecił też dowódcom twierdz ilyryjskich przygotować się do obrony. Podjął ponadto akcję dyplomatyczną w Rzymie i na dworze króla niemieckiego. W czerwcu Guiscard wyruszył z Otranto w kierunku Dyrrachionu. Potężna burza na wysokości Korkyry zniszczyła tę część jego armii, która brała udział w wyprawie, a jego samego omal nie pozbawiła życia. Po połączeniu się z resztą swego wojska Guiscard stanął pod murami Dyrrachionu.

## Tłumaczenie polskie
- Anna Komnena, Aleksjada, tłumaczył Oktawiusz Jurewicz, t. 1-2, Ossolineum, Wrocław-Warszawa-Kraków 1969-1972 (wyd. 2 – 2005).